# جان فالسی
جان فالسی (انگلیسی: John Falsey; ۶ نوامبر ۱۹۵۱ – ۳ ژانویهٔ ۲۰۱۹) کارگردان تلویزیونی، تهیه‌کننده تلویزیونی و فیلم‌نامه‌نویس اهل ایالات متحده آمریکا بود.
وی همچنین برندهٔ جوایزی همچون جوایز امی ساعات پربیننده شده‌است.